# شهرستان کونوتوپ
شهرستان کونوتوپ (به لاتین: Konotop Raion) یک شهرستان در اوکراین است که در استان سومی واقع شده‌است. شهرستان کونوتوپ ۱٬۷۰۰ کیلومتر مربع مساحت دارد. طبق سرشماری سال ۲۰۰۵ این شهر ۲۹٬۰۲۰ نفر جمعیت دارد.